# Vinča-Kultur

Diachrone Verbreitungskarte der regional jeweils frühesten Kultur mit Töpferware, ca. 6000–4000 v. Chr.:
Bandkeramische Kultur, neolithische Kultur
Bükker Kultur (östliche LBK)
Cardial- oder Impressokultur
Sopot-Kultur
Ertebølle-Kultur, mesolithische Kultur
Dnepr-Don-Kultur
Vinča-Kultur
La-Almagra-Kultur
Dimini-Kultur
Karanowo-Kultur
Kammkeramische Kultur, mesolithische Kultur

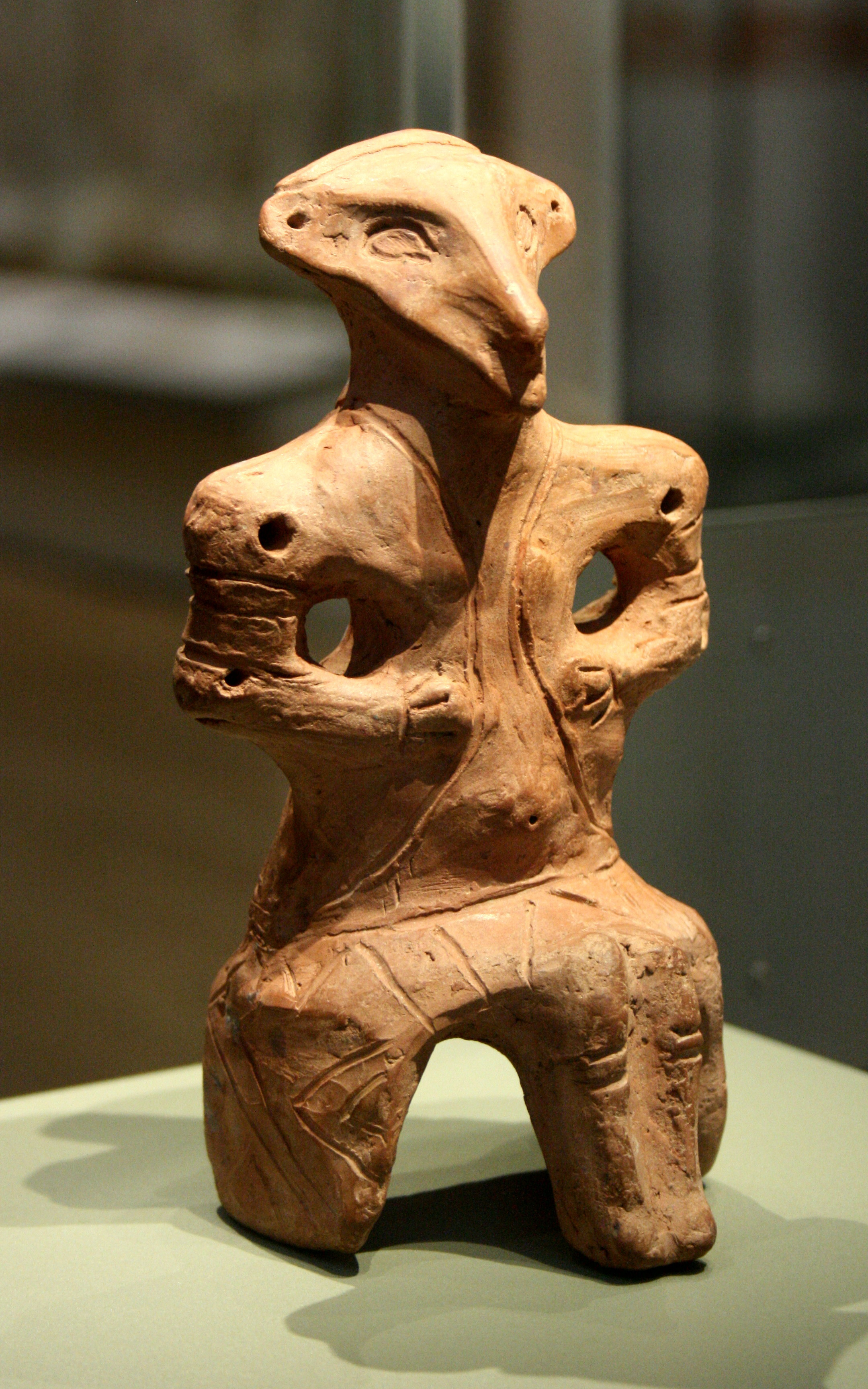
Sitzende Vinča-Figur, British Museum, London

Verbreitung der Vinča-Kultur

Die Vinča-Kultur (benannt nach der Ortschaft Vinča, gesprochen vɪnt͡ʃa) ist eine archäologische Kultur der Jungsteinzeit in Südosteuropa. Sie war von 5400 bis 4600/4550 v. Chr. schwerpunktmäßig im Gebiet des heutigen Serbien verbreitet, zusätzlich auch in West-Rumänien, Süd-Ungarn, im östlichen Bosnien und dem heutigen Kosovo. In der Untergliederung der Jungsteinzeit fällt die Vinča-Kultur in das südosteuropäische Mittel- und Spätneolithikum sowie frühe Äneolithikum. Sie wurde von Friedrich Holste in die Phasen Vinča A–D eingeteilt.

## Forschungsgeschichte
Die Kultur erhielt ihren Namen von dem Fundort Belo Brdo bei Vinča am rechten Steilufer der Donau bei Belgrad, nahe der Mündung des Flusses Bolečica.
In dem 12 Meter hohen Tell wurde von 1908 bis 1918 von Miloje Vasić (Vassits) kleinere Ausgrabungen durchgeführt. Vasić publizierte seine ersten Ergebnisse bereits 1908.
Später konnten 1924 bis 1936 mit finanzieller Unterstützung durch Sir Charles Hyde insgesamt 3,5 ha ausgegraben werden. Durch die übereinanderfolgenden Siedlungsschichten war es möglich, eine Chronologie der keramischen Entwicklung zu erstellen, allerdings wurde nicht nach archäologischen Schichten, sondern nach 10 bis 20 cm dicken künstlichen Straten gegraben. Da die Oberfläche des Siedlungshügels sicher selten vollständig eben und gleichförmig besiedelt war und zu allen Zeiten Gruben in tiefere Bodenschichten gegraben wurden, fand so eine gewisse Vermischung von Fundmaterial unterschiedlichen Alters statt.
Die folgenden Schichten werden beschrieben:
- 9,3 m bis 8 m: Keramiken aus der Starčevo-Kultur; (Zusammenfunde von Starčevo- und Vinča-Keramik beschränken sich auf wenige Gruben).
- 9 m bis 8 m: Stufe A
- 8 m bis 6 m (darüber Brandschicht): Stufe B, manchmal noch in B1 und B2 unterteilt
- 6 m bis 4,5 m: Stufe C
- 4,5 m bis 3 m: Stufe D

Radiokohlenstoffdaten Vinča, Kalibrierung mit Oxcal

Nachzeichnungen einiger Vinča-Zeichen

Vladimir Milojčić  wollte Vinča in einer Publikation von 1949 aus der ägäischen Frühbronzezeit herleiten und argumentierte mit den scharf profilierten Gefäßformen und der kannelierten Verzierung, die für ihn Vorbilder aus Metall verrieten. Da die Radiokohlenstoffdatierung noch nicht erfunden war, datierte er Vinča aus stilistischen Erwägungen heraus irrtümlicherweise auf 2700–2000 v. Chr.
Auch Vere Gordon Childe, der die Grabungen 1957 besuchte, sah in der Vinča-Keramik deutliche Parallelen zu Funden aus Troja und datierte Vinča daher auf ca. 2700 v. Chr. Er unterschied die Phasen Vinča-Tordoš (Turdas) (Stufe A–B1) und Vinča-Pločnik (Stufe C1–D2), mit einem Zwischenstadium Gradac (B2/C1).
Die Ansicht, auch neolithische Kulturen Europas könnten nicht älter sein als das Alte Reich in Ägypten, wurde von Milojčić bis zur verbreiteten Akzeptanz der Radiokohlenstoffmethode vertreten. Inzwischen liegt eine Reihe von 14C-Daten vor (siehe Abbildung), die eine genauere Datierung ermöglichen.
1978 wurden die Grabungen von Nikola Tasić und Gordana Vujović wieder aufgenommen. Seit 1982 gruben Milutin Garasanin und Dragoslav Srejović die neolithischen Schichten aus.

## Kultur

### Keramik
Typisch ist eine sehr qualitätvolle, überwiegend unbemalte Keramik. Die Oberfläche ist meist geglättet und glänzend poliert, teilweise mit Riefen oder Kanneluren verziert. Daneben kommen rechtwinklige Ritzmuster vor. Scharf profilierte bikonische Formen sind häufig. Oft sitzen 2 bis 4 Knubben am Umbruch.
Die Stufen von Friedrich Holste (1908–1942) zeichnen sich durch folgende keramischen Merkmale aus:
- Vinča A: bikonische Schalen und Schüsseln, Becher mit Kragenrand, hohe Fußschalen, oft mit rotem Überzug, doppelkonische Gefäße mit Zylinderhals, eiförmige Töpfe. Verzierung durch Kannelurmuster, geradlinige Ritzmuster.
- Vinča B: Die meisten Formen aus A setzen sich fort. Bei den Verzierungen tauchen nun auch gerundete Ritzmuster auf sowie mit Stichen gefüllte Bänder.
- Vinča C: Töpfe mit Spiralriefenverzierung und Mäandermuster mit stichgefüllten Bändern. Erstmals Knopfhenkel und Gefäße mit Ausguss.
- Vinča D: Gefäßformen ähneln C, nun aber pastose weiße und rote Bemalung mit rektilinearen Mustern.

Tonfiguren zeigen meist stehende Frauen mit großen und vortretenden Augen und einem dreieckigen Gesicht, das von manchen Forschern als Maske gedeutet wird. Diese Gesichtsform findet sich auch bei theriomorphen (tierförmigen) Figuren, wir hätten es also mit maskierten Rindern zu tun. Eine 20 cm lange Maske aus schwach gebranntem Ton wurde 2001 in Uivar gefunden. Menschen- und Tierköpfe aus Ton werden als Giebelzier der Häuser gedeutet. Während der jüngeren Vinča-Stufen kommen auch Tonfiguren vor, die sitzende Figuren zeigen, so die in Pristina gefundene Gottheit auf dem Thron. Ferner finden sich menschen- und tiergestaltige Gefäßdeckel, die meist mit Ritzlinien verziert sind und dieselben hervorquellenden Augen wie die Idole zeigen.

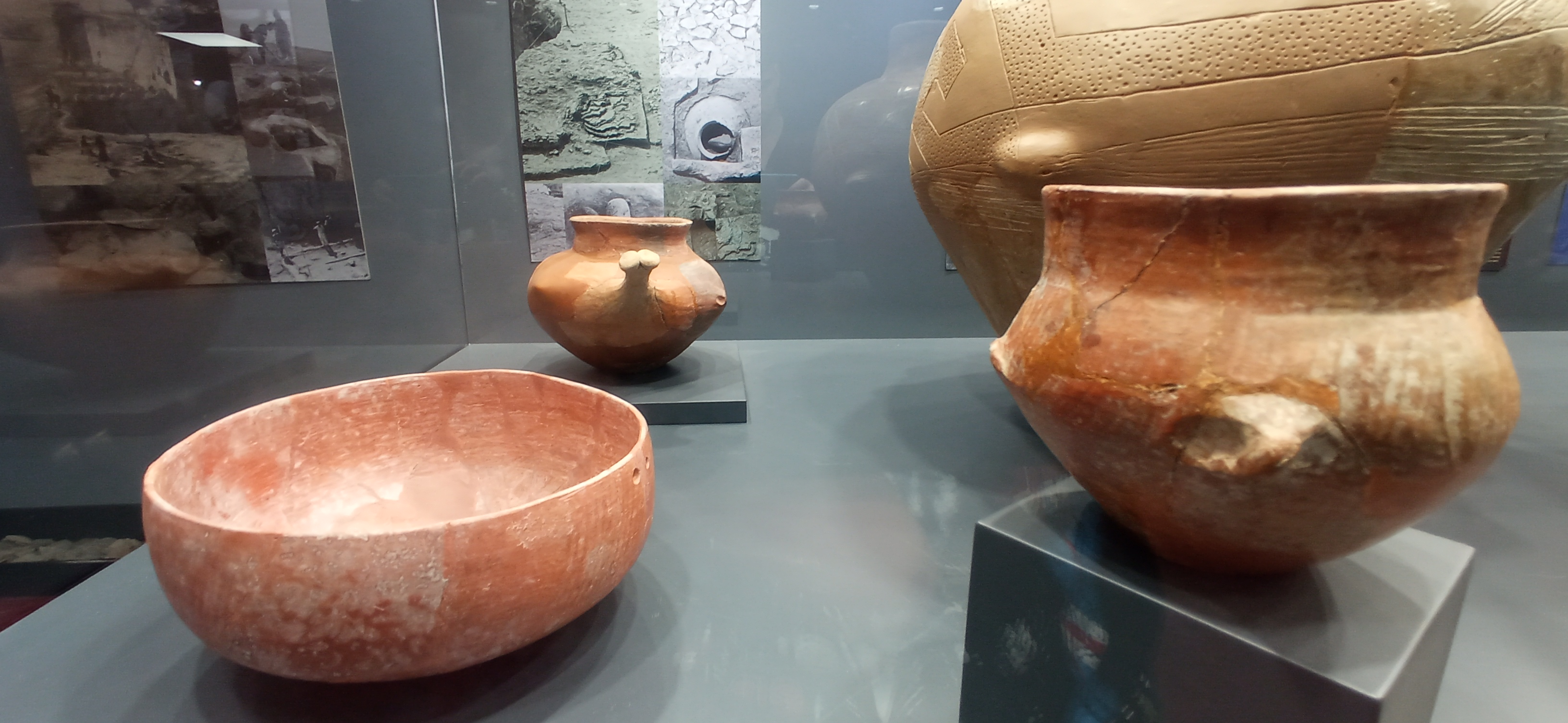
Töpfe und Schüsseln aus Keramik
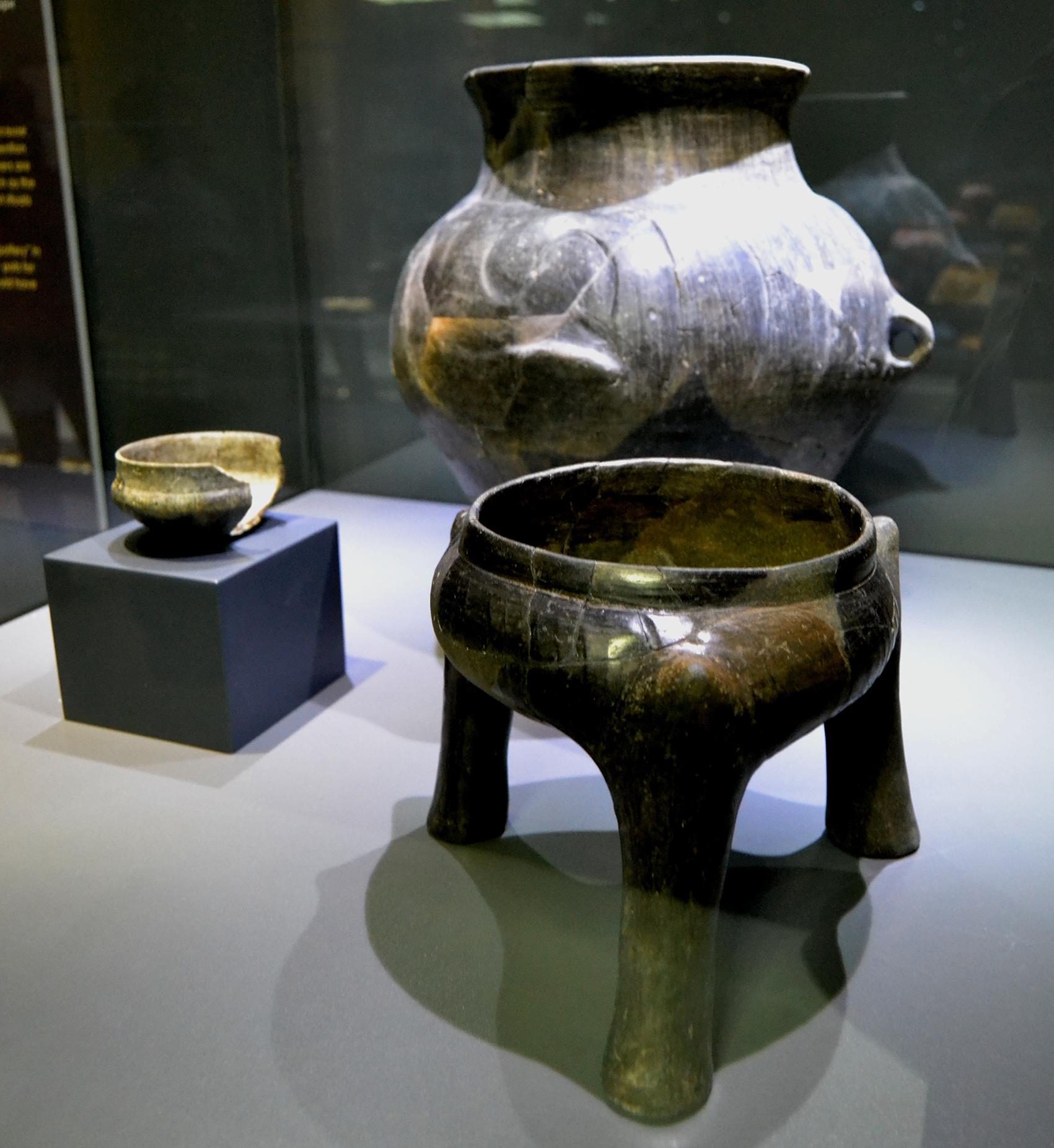
Keramikbehälter
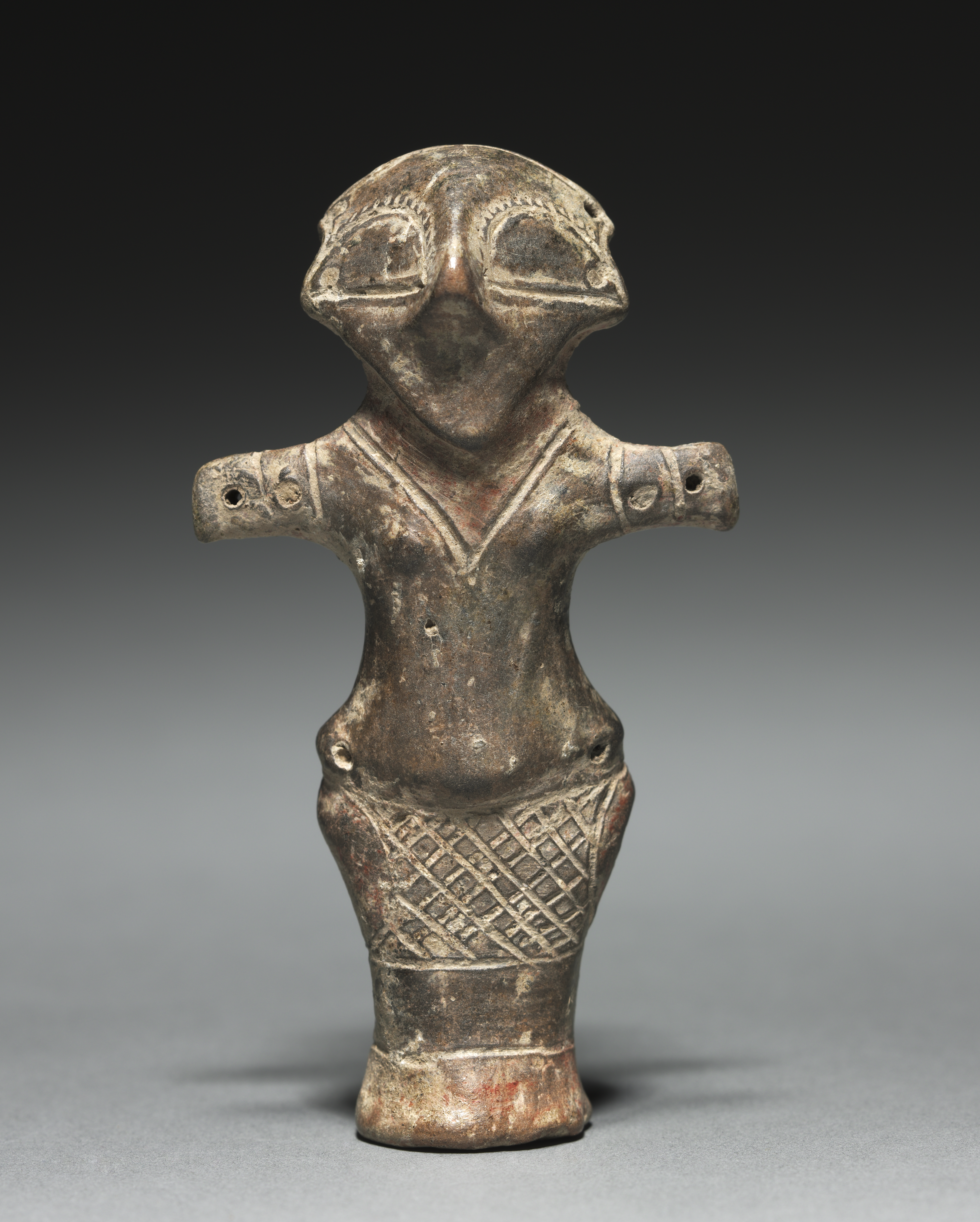
Tonfigur
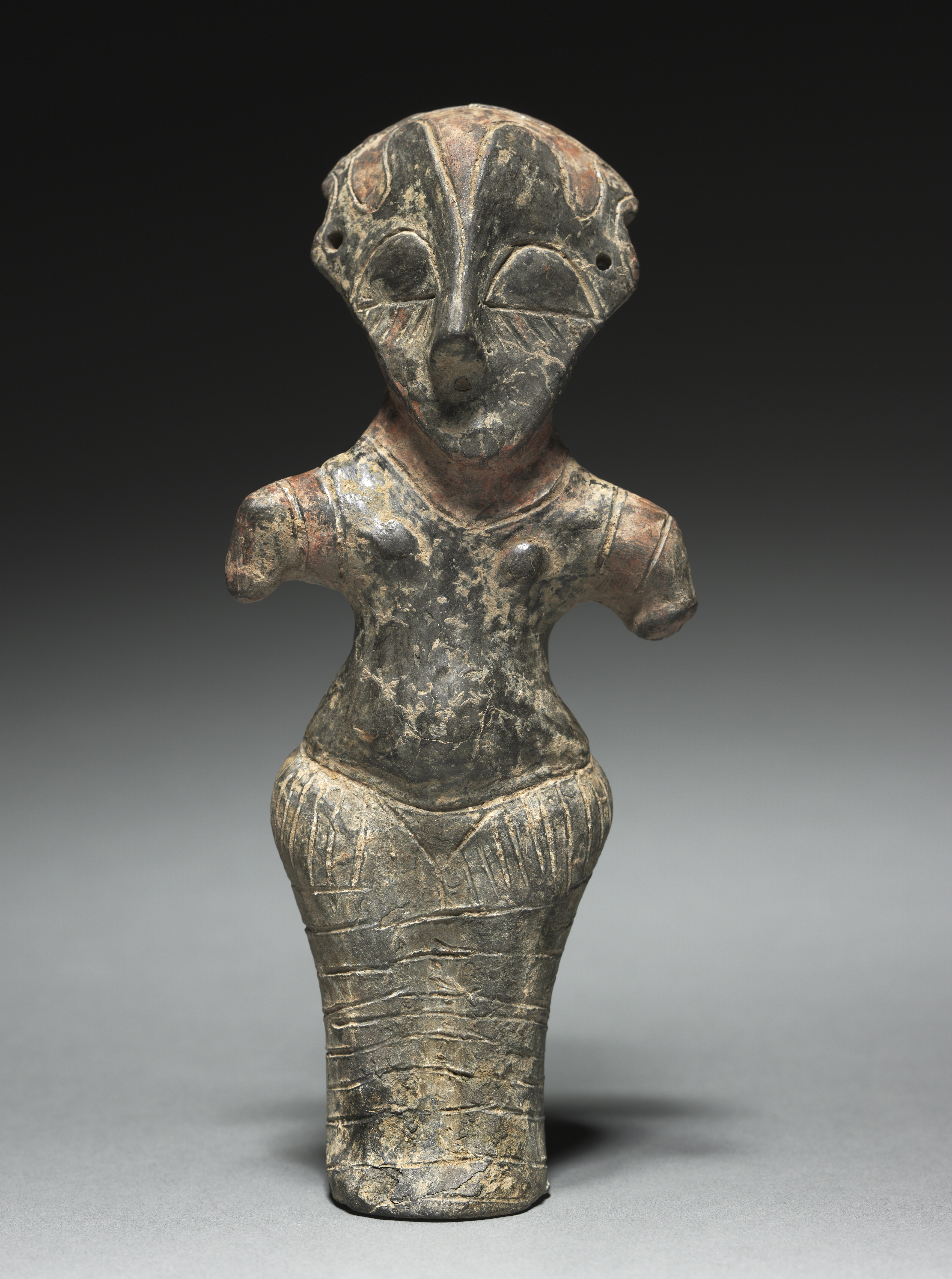
Frauenfigur aus Keramik

### Vinča-Zeichen

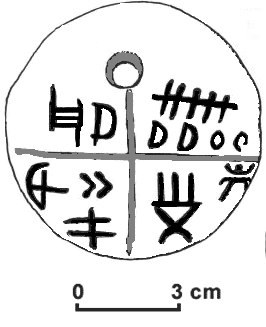
Nachzeichnung einer der 1961 gefundenen Tontafeln von Tărtăria

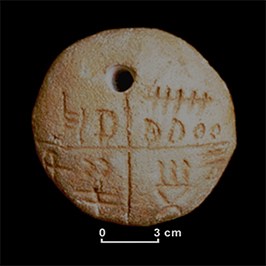
Original einer Tontafel von Tărtăria

Auf einigen der Idole finden sich einzelne Ritzlinien, die als Töpfer- oder Besitzermarken gedeutet werden. Einige Forscher wollten daraus eine Frühform der Schrift ableiten. Bereits 1903 hatte Hubert Schmidt versucht, 'Zeichen' aus Turdaș über Funde aus Troja aus den ägyptischen Hieroglyphen abzuleiten. Vasić glaubte an einen griechischen Ursprung. Vor der allgemeinen Verwendung der Radiokarbondatierung wurde von Vladimir Milojčić für eine Ableitung dieser angeblichen Schrift (Tontafeln von Tărtăria) aus den archaischen Schriftzeichen von Uruk plädiert, inzwischen weiß man, dass diese fast ein Jahrtausend jünger sind. Besonders Vladimir Popović machte die These einer frühen (serbischen) Hochkultur mit eigener Schrift populär. Da Schrift gewöhnlich auftaucht, wenn größere Verwaltungsaufgaben zu bewältigen sind (Lagerhaltung und Steuereinziehung), ist es sehr unwahrscheinlich, dass diese einfache Bauernkultur dafür Verwendung besaß.

### Stein- und Knochengeräte
Typisch für die Vinča-Kultur sind lange, regelmäßige Klingen. Obsidian aus Semplen wurde gerne zur Geräteherstellung verwendet, daneben wurde qualitätvoller „balkanischer“ honiggelber Silex importiert. Gegen Ende der Vinča-Kultur nehmen Importe deutlich ab. Beile sind insgesamt selten und oft sehr klein.
Aus der Vinča-Kultur sind auch Knochenidole und oft stark abgenutzte Löffelchen (spatulae) aus Rindermetapodien bekannt. Aus diesen werden bandkeramische Knochenidole abgeleitet, wie sie etwa in Nieder-Mörlen gefunden wurden.
Aus der Schale der Spondylus-Muschel wurden Schmuckstücke gefertigt.

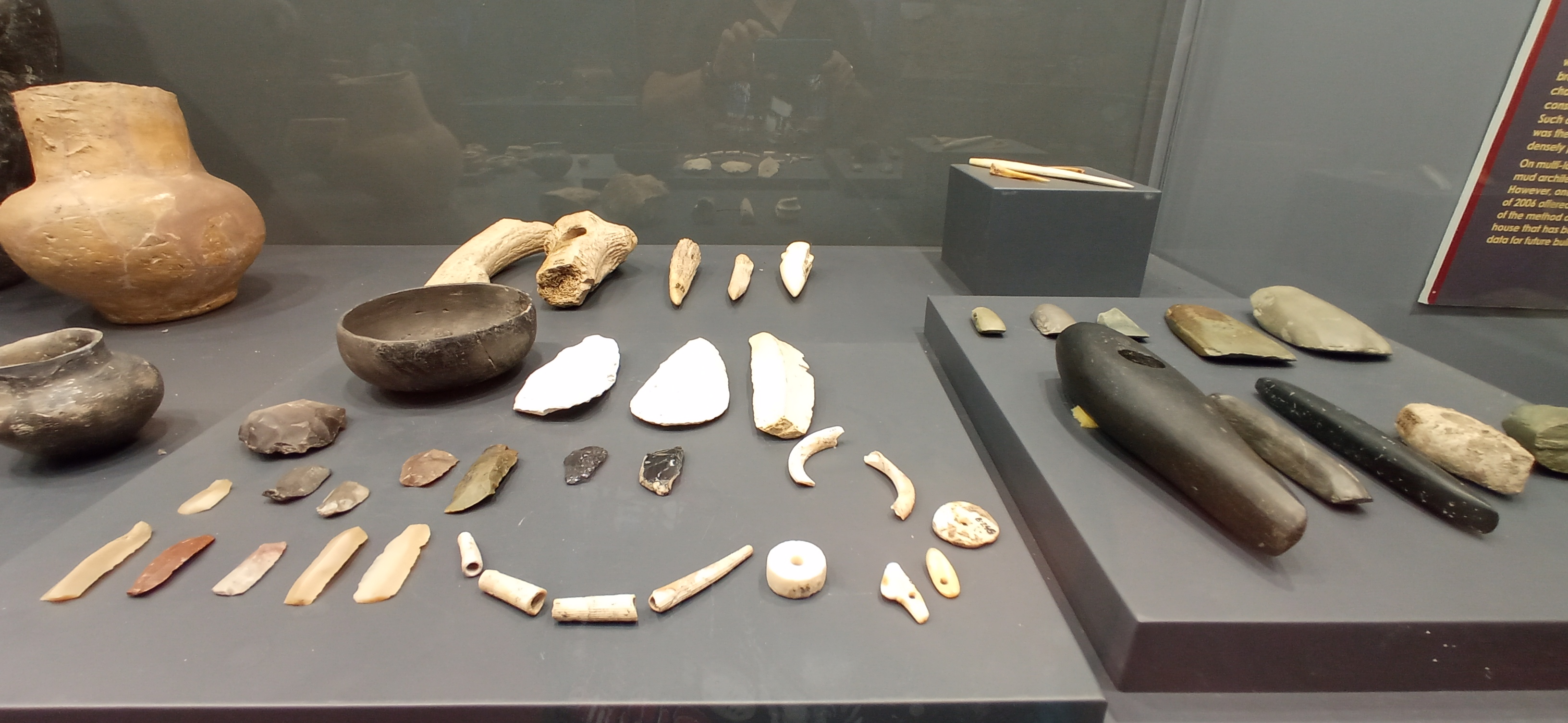
Artefakte aus Knochen
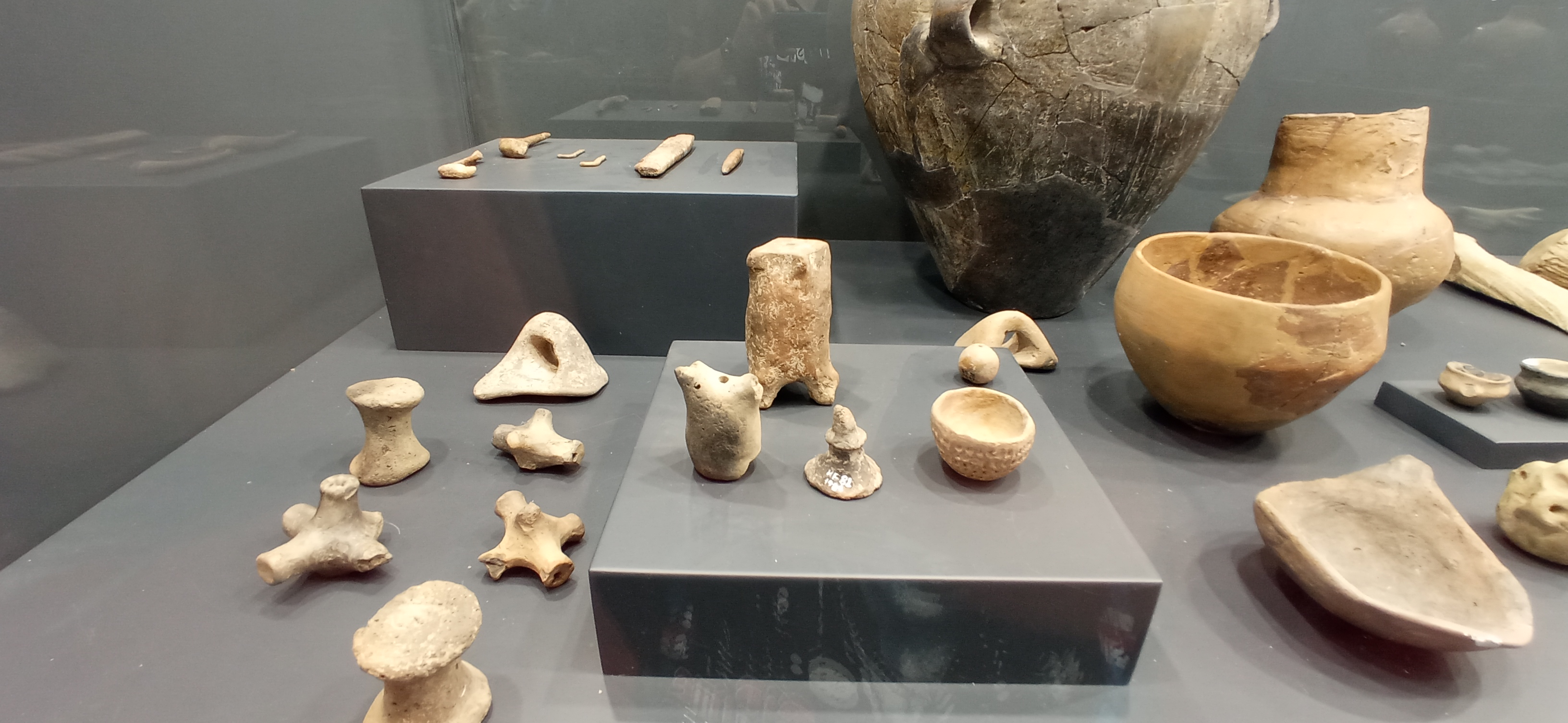
Gegenstände aus Knochen
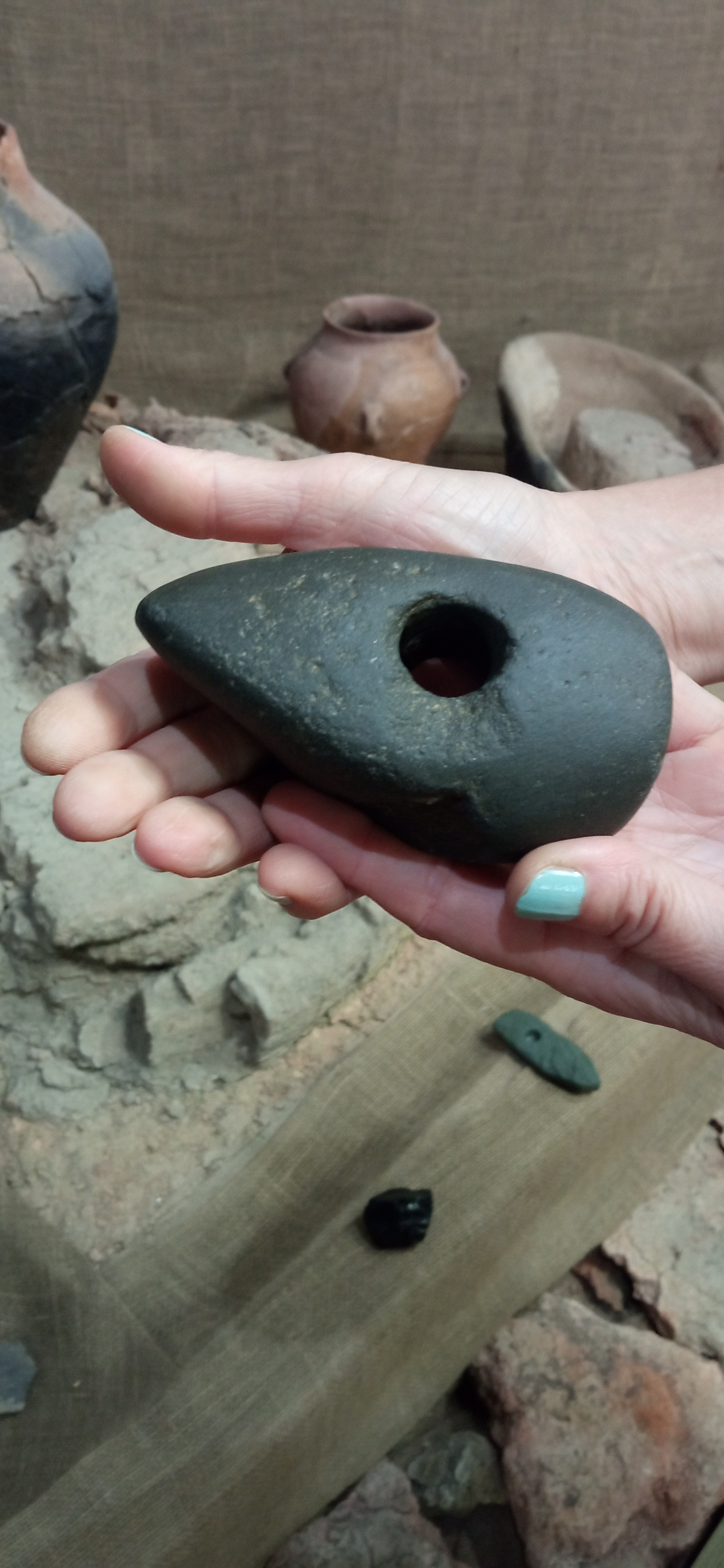
Werkzeug aus Obsidian
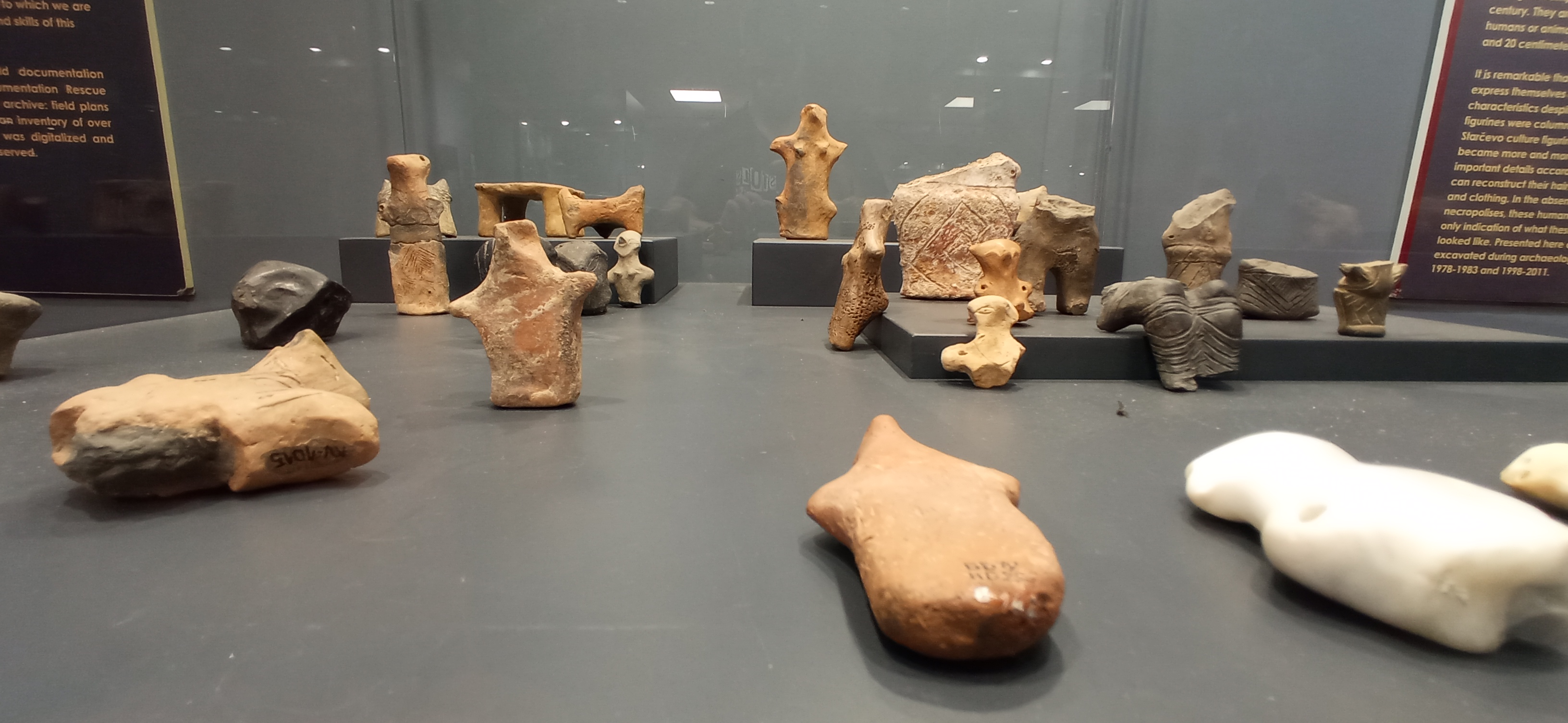
Verschiedene Exponate

### Siedlungen
Die Siedlungen liegen meist auf Tells (Siedlungshügel), die zwischen 3 m und 12 m hoch sein können und manchmal durch Grabenwerke befestigt sind (Uivar). Daneben sind aber auch Flachsiedlungen bekannt, wenn auch kaum erforscht.
Die rechteckigen, teilweise mehrräumigen Häuser hatten Fußböden aus dünnen Baumstämmen, die mit Estrich bedeckt sind, die Wände bestehen aus lehmverschmiertem Flechtwerk, das vielleicht manchmal plastische Verzierungen trug. In Rumänien werden teilweise Schwellbauten angenommen, da Pfostenlöcher fehlen.
In den Häusern befanden sich Herdstellen und Backöfen, die häufig erneuert wurden. Wie das Dach aussah, ist unbekannt. Da tragende Pfosten im Hausinneren fehlen, muss es recht leicht gewesen sein und bestand vielleicht aus Holzschindeln oder Rinde. Die Häuser waren entlang von Straßen recht regelmäßig angeordnet. Sehr häufig finden sich durch Brand zerstörte Häuser, was Ruth Tringham veranlasste, von einem chronologischen Horizont der „verbrannten Häuser“ zu sprechen. Vielleicht wurden die Gebäude beim Tod eines Familienmitgliedes absichtlich in Brand gesetzt.

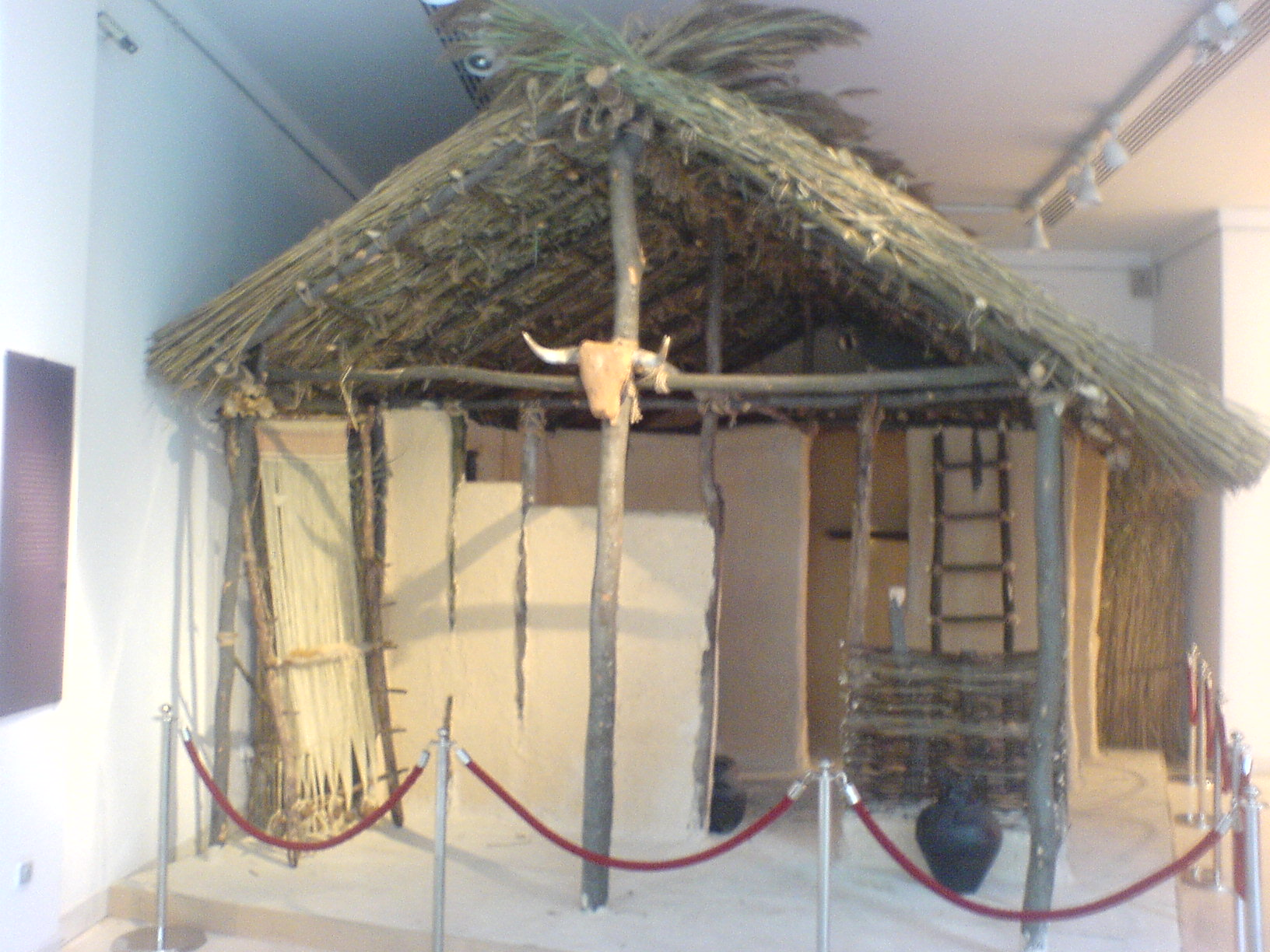
Rekonstruktion eines Hauses der Vinca-Kultur

### Bestattungen
Gräberfelder sind bisher nicht bekannt.

### Kultorte
Bei Parța in Rumänien wurde ein 11,5 Meter langer und 6 Meter breiter Altarraum gefunden, der aus zwei Teilen, der Altarkammer und der Opferstelle besteht (Heiligtum von Parța). Auf dem Altar befinden sich zwei Statuen, eine weibliche Gottheit und ein Stier, nach Lazarovici ein Symbol der Fruchtbarkeit. Der Tempel diente wahrscheinlich auch als Kalender. Genau zur Zeit der Tagundnachtgleiche fiel das Licht durch einen Spalt und beleuchtete den Altar. Im Altarraum wurden auch Gefäße aus Keramik gefunden.
Der älteste europäische Solarkalender in der Höhle von Magura im nordwestlichen Balkangebirge (Bulgarien) zeigt 366 Tage und befindet sich im historischen Gebiet der Vinča-Kultur.

### Wirtschaft
An Haustieren waren neben dem Hund Rinder, Schafe, Ziegen und Schweine bekannt. In Liubcova wie in Uivar dominierte das Rind. Auch der Hund wurde anscheinend gegessen, aus Liubcova liegen zahlreiche Knochen mit Schlachtspuren vor. Daneben wurden Rothirsch, Wildesel, Reh, Ur, Biber und einige andere Wildtierarten gejagt, womit ist unklar, Pfeilspitzen aus Silex sind unbekannt.
Wichtigste Kulturpflanze war Einkorn, eine primitive Weizenart, daneben wurden auch Emmer, Nacktweizen, Spelzgerste, Erbsen, Linsen und Flachs angebaut. Auch Sammelpflanzen wie Haselnüsse, Schlehen, Kornelkirsche und Weißer Gänsefuß wurden genutzt.
Die Zinnober-Mine von Šuplja Stena am Avalaberg wird gerne der Vinča-Kultur zugeordnet, da alle Schichten von Vinča Zinnober enthalten, der vermutlich als Farbstoff verwendet wurde. Funde aus dem Bergwerk selber stammen allerdings erst aus der spätkupferzeitlichen Badener Kultur und dem Mittelalter.

## Interpretation

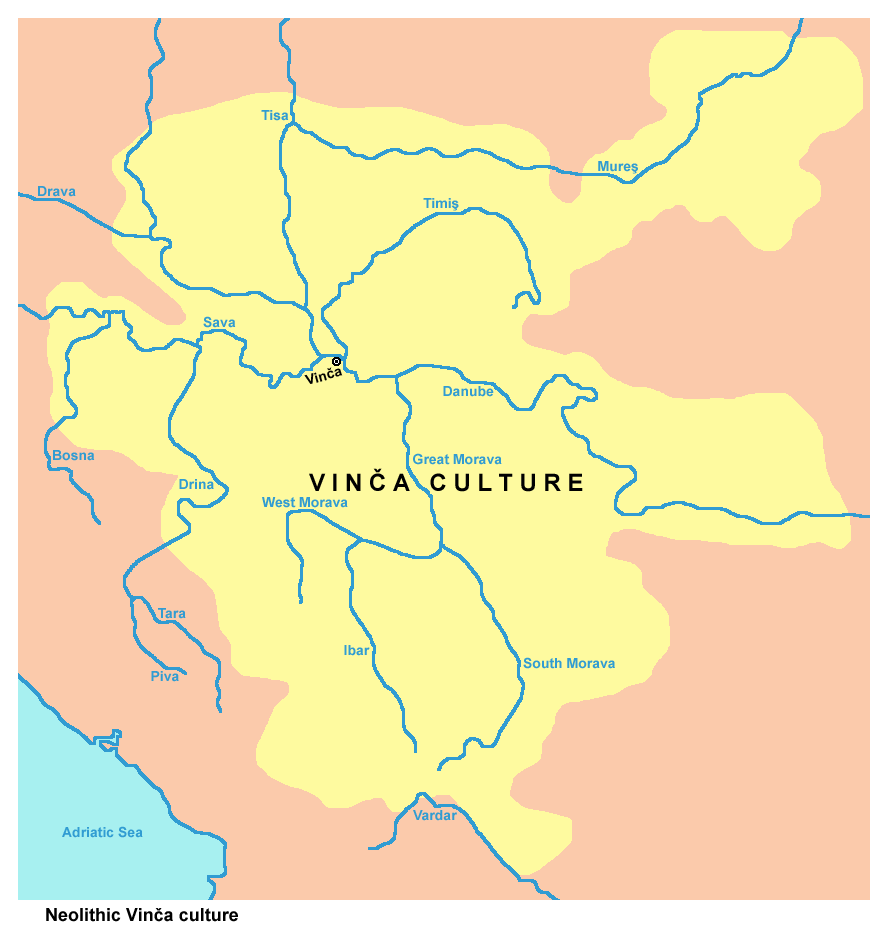

Die litauische Archäologin Marija Gimbutas rechnete die Vinča-Kultur zu den Alteuropäischen Kulturen, welche durch eine – von ihr mit den Proto-Indoeuropäern verbundene – Invasion patriarchalischer „Kurgan-Völker“ aus dem Osten zerstört oder assimiliert wurden.
Heute sehen Archäologen eher soziale Veränderungen (John Chapman (1981, 2000)) oder einen Klimaumschwung als Grund für das Ende der Vinča-Kultur.

## Wichtige Fundorte
- Anza-Begovo
- Divostin bei Kragujevac, Serbien
- Grivac bei Kragujevac, Serbien
- Opovo bei Belgrad, Serbien. Ausgrabungen durch Ruth Tringham 1983–1987.
- bei Parța im Kreis Timiș, Rumänien, Heiligtum von Parța
- Potporanj bei Vršac, Serbien
- Selevac bei Kragujevac, Serbien. Ausgrabungen durch Ruth Tringham
- Uivar, Banat, Rumänien, Ausgrabungen durch die Universität Würzburg (Wolfram Schier) seit 1998
- Vinča, Serbien
- Tărtăria, Rumänien
- Pločnik, Serbien. Älteste verhüttete Kupferobjekte.

## Paläogenetik
Mit der paläogenetischen Untersuchung der Haplogruppe des Y-Chromosoms lassen sich die gemeinsamen Vorfahren in einer rein männlichen Abstammungslinie verfolgen, denn das Y-Chromosom wird immer vom Vater an den Sohn weitergegeben. Als Haplogruppe wird eine Gruppe von Haplotypen bezeichnet, die spezifische Positionen auf einem Chromosom innehaben. Auf dem Y-Chromosom (Y-DNA) ergibt sich die väterliche Linie und auf der mitochondrialen DNA (mtDNA) die mütterliche Linie.
Die Haplogruppe G2a (Y-DNA) stammt aus der Kaukasusregion und kam wahrscheinlich mit den frühen neolithischen, also Landwirtschaft treibenden Kulturen, nach Europa. Die meisten der untersuchten Skelettfunde der Starčevo- und der Vinča-Kultur auf der Balkanhalbinsel, ebenso Angehörige der linearbandkeramischen Kultur, gehörten zur Y-Haplogruppe G2.